# 布特纳克-图旺
布特纳克-图旺（法語：Boutenac-Touvent，法語發音：[butnak tuvɑ̃]）是法国滨海夏朗德省的一个市镇，位于该省西南部，属于桑特区。该市镇由布特纳克（Boutenac）和图旺（Touvent）等村庄组成。

## 地理
布特纳克-图旺（45°30'15"N, 0°45'22"W）面积3.11 平方千米，位于法国新阿基坦大区滨海夏朗德省，该省份为法国西部滨海省份，北起旺代省，西临大西洋，南至吉倫特省，东南接多爾多涅省，东北接德塞夫勒省接壤，东临夏朗德省。
与布特纳克-图旺接壤的市镇（或旧市镇、城区）包括：布里苏莫尔塔涅、吉伦特河畔莫尔塔涅、弗卢瓦拉克。
布特纳克-图旺的时区为UTC+01:00、UTC+02:00（夏令时）。

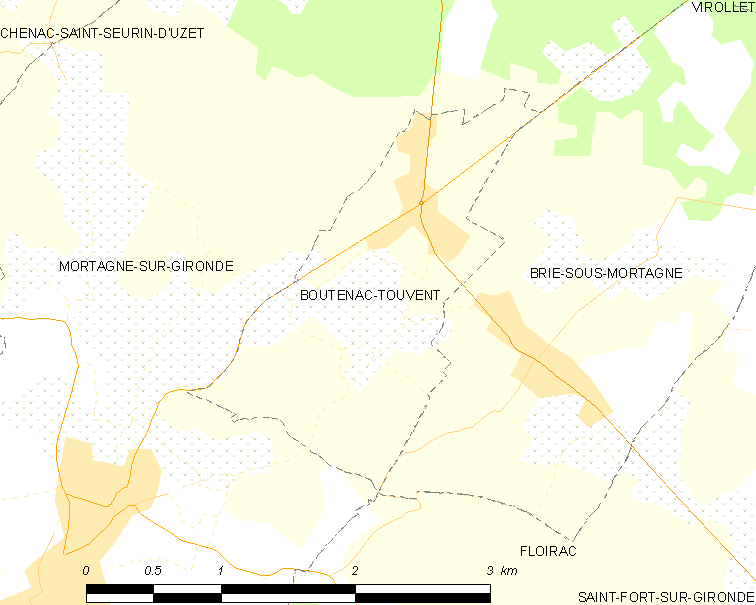
布特纳克-图旺的OSM定位图

## 行政
布特纳克-图旺的邮政编码为17120，INSEE市镇编码为17060。

## 政治
布特纳克-图旺所属的省级选区为桑通日-河口县。

## 人口

1962-2008年间布特纳克-图旺人口变化图示

布特纳克-图旺于2022年1月1日时的人口数量为230人。